# Portrait de Brigida Spinola Doria
Le Portrait de Brigida Spinola Doria est une peinture à l'huile sur toile 152,5 × 99 cm réalisée en 1606 par le peintre Pierre Paul Rubens.
L'œuvre est conservée à la National Gallery de Washington.

## Sujet
Le tableau, commandé par le marquis génois Giacomo Massimiliano Doria, représente son épouse Brigida Spinola Doria, debout de trois quarts face, vêtue d'un collerette de mousseline empesée (fraise) et d'une riche robe de satin (ou de velluto di Genova), un éventail à la main, sur la terrasse de son palais. 
Ce tableau fait partie d'une suite de portraits d'aristocrates réalisés lors des séjours estivaux de Rubens à Gênes. 

## Devenir
Le tableau est demeuré dans la famille du commanditaire pendant plusieurs siècles avant d'être cédé au début du XIXe siècle et, après plusieurs acquisitions, il est acheté par une fondation qui en fait don à la National Gallery de Washington en 1961. 
La peinture a été découpée plusieurs fois sur chaque côté, perdant une vue du jardin situé dans le fond, et la partie inférieure de la robe.
Le tableau a participé depuis 1952 à une douzaine d'expositions aux États-Unis et en Europe. 